# Festival
Un festival (AFI: /ˈfɛstival/ o, alla francese, /festiˈval/), o raramente festivale, è un evento festivo, spesso tenuto da una comunità locale, centrato su un certo tema.

## Descrizione
Tale manifestazione è di solito a carattere periodico, normalmente articolata lungo un giorno solo o un periodo di tempo intorno a una settimana, e ha come tema la cultura o lo spettacolo. Si può svolgere in una città sola o in una zona più ampia. Durante lo svolgimento di un festival hanno luogo manifestazioni di vario tipo (ad es. concerti durante un festival musicale), anche non strettamente correlate alla tipologia di festival.
Per le caratteristiche suddette, il festival si differenzia pertanto:
- dalla sagra, che ha come tema generalmente la valorizzazione di uno o più prodotti agroalimentari piuttosto che una disciplina artistica/espressiva;
- dalla mostra, che per quanto abbia spesso, al contrario, contenuti di tipo artistico, è generalmente priva della componente festiva;
- dal memorial, che indipendentemente dal tema è sempre basato sulla commemorazione di una persona o di un evento.

## Tipi di festival
- Festival artistici
- Festival cinematografici
- Festival gastronomici
- Festival letterari
- Festival della scienza
- Festival ludici
- Festival musicali
- Festival teatrali
- Festival hippy
- Festival multidisciplinari
- Festival di approfondimento culturale[3]